# Jean Castex

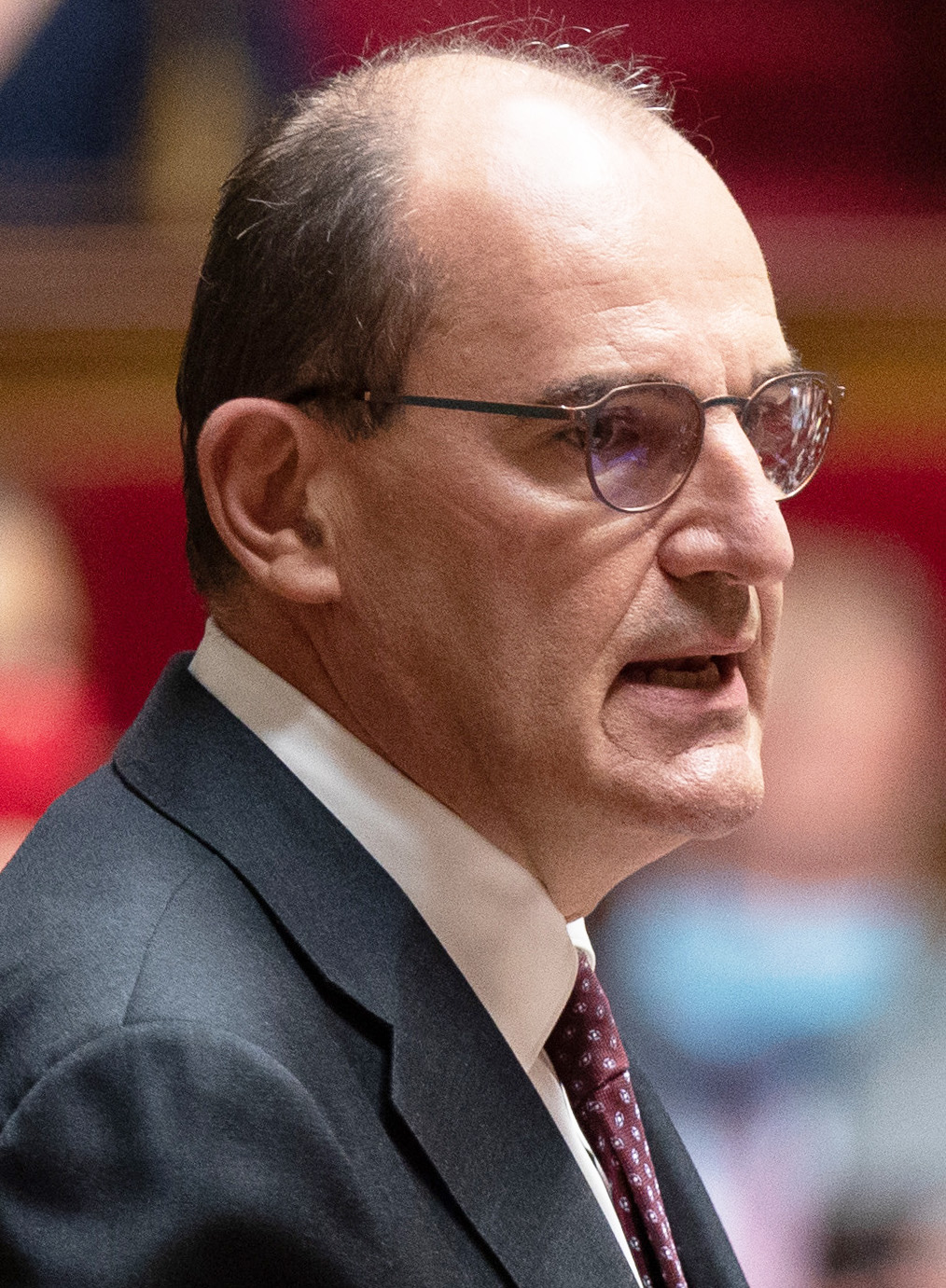
Jean Castex (2020)

Jean Castex (* 25. Juni 1965 in Vic-Fezensac, Département Gers) ist ein französischer Spitzenbeamter und Politiker, der vom 3. Juli 2020 bis zum 16. Mai 2022 als französischer Premierminister amtierte und das Kabinett Castex anführte. Er war zuvor Mitglied der Partei Les Républicains, aus der er unmittelbar vor seiner Ernennung austrat, und ab 2008 Bürgermeister der Gemeinde Prades im Département Pyrénées-Orientales im äußersten Süden Frankreichs. Seit Ende November 2022 leitet er den Verkehrsbetrieb RATP.

## Werdegang
Jean Castex wurde 1965 im okzitanischen Vic-Fezensac geboren. Sein Großvater Marc Castex war Bürgermeister dieser Gemeinde und in den 1980er-Jahren Senator für die liberal-konservative UDF. Er legte 1982 das Baccalauréat ab, studierte Geschichte an der Universität Toulouse (Abschluss mit Licence) und durchlief daraufhin das Programm service publique (öffentlicher Dienst) am Institut d’études politiques de Paris (Sciences Po), das er 1986 mit dem Diplom abschloss. Es folgte 1987 die Maîtrise im öffentlichen Recht sowie ein Studium an der Elitehochschule für Verwaltung École nationale d’administration (ENA), das er 1991 in der nach Victor Hugo benannten Klasse abschloss.
Daraufhin wurde er Beamter am Cour des Comptes. Er ließ sich 1996 in die Verwaltung des Départements Var versetzen, wo er die Gesundheits- und Sozialabteilung leitete. Von 1999 bis 2001 war er Generalsekretär der Präfektur des Départements Vaucluse und Unterpräfekt für Stadtpolitik. Von 2001 bis 2004 war Castex Präsident des regionalen Rechnungshofes des Elsass. Parallel lehrte er von 2002 bis 2005 als Maître de conférences für öffentliche Finanzen an der ENA und als beigeordneter Professor an der Université Robert Schuman (Strasbourg III). Castex wechselte 2004 ins französische Gesundheitsministerium, wo er den Bereich Krankenhäuser und Organisation der Pflege leitete. Von 2006 bis 2008 amtierte er als Stabschef von Xavier Bertrand (UMP), der damals Gesundheits- und später Arbeitsminister war. Staatspräsident Nicolas Sarkozy (UMP) ernannte Castex im November 2010 zu seinem Berater für Soziales. Zwischen 2011 und 2012 fungierte er als stellvertretender Generalsekretär des Präsidentenamtes.

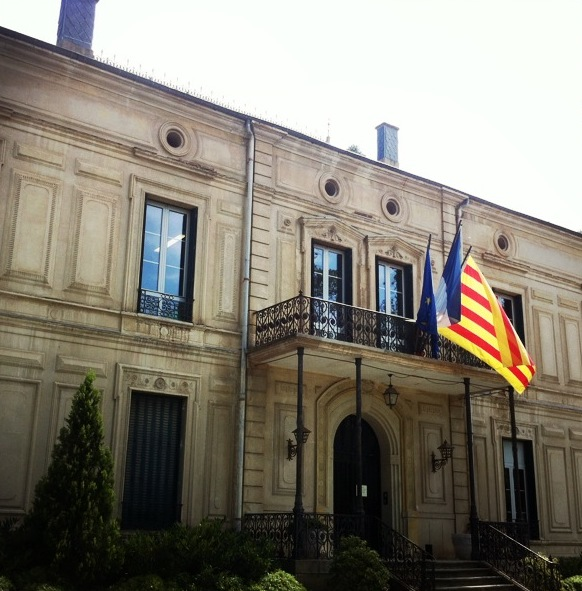
Sitz des Bürgermeisters von Prades

Seit 2008 amtierte Castex zudem als Bürgermeister der durch Pablo Casals bekannten Kleinstadt Prades, wo er bei den Kommunalwahlen im März 2020 mit 76 % der Wählerstimmen wiedergewählt wurde. Ab 2009 war er Präsident des Gemeindeverbandes Conflent-Canigó, zu dem sich Prades und umliegende Gemeinden zusammengeschlossen haben. Von 2010 bis 2015 gehörte er dem Regionalrat von Languedoc-Roussillon an, ab 2015 dem Départementrat von Pyrénées-Orientales. Er war Mitglied der Mitte-rechts-Partei Union pour un mouvement populaire (UMP), die sich 2015 in Les Républicains (LR) umbenannte. Innerhalb seiner Partei galt Castex als gesellschaftspolitisch konservativ.
Ab 2017 war er Beauftragter der Regierung für die Vorbereitung der Olympischen Sommerspiele 2024 in Paris sowie ab August 2019 Vorsitzender der neu gegründeten Nationalen Sportagentur (Agence nationale du sport). Am 2. April 2020 wurde er von Premierminister Édouard Philippe zum Verantwortlichen der Regierung für die allmähliche Aufhebung der Notstandsmaßnahmen im Rahmen der COVID-19-Pandemie in Frankreich (déconfinement) ernannt. In dieser Aufgabe wurde er überwiegend positiv beurteilt. Seine Tätigkeit brachte ihm den Spitznamen Monsieur déconfinement („Herr Lockerung“) ein.
Am 3. Juli 2020 wurde der bis dahin selbst in Frankreich weitgehend unbekannte Politiker von Staatspräsident Emmanuel Macron als Nachfolger von Édouard Philippe zum Premierminister ernannt. Am Tag seiner Ernennung trat Castex aus der Partei Les Républicains aus.
Wenige Wochen nach der Wiederwahl von Emmanuel Macron trat er, wie es nach der Wahl eines Staatsoberhaupts in Frankreich üblich ist, im Mai 2022 als Premierminister mitsamt seinem Kabinett zurück. Seine Nachfolgerin wurde Élisabeth Borne.
Seit 28. November 2022 ist er Président-directeur général des Staatsunternehmens RATP, das insbesondere im Großraum Paris ÖPNV-Leistungen anbietet.

## Persönliches
Castex ist mit Sandra Ribelaygue verheiratet und Vater von vier Töchtern. Er ist Rugby-Fan. Sein Vater Claude war der Präsident eines Rugby-Vereins und Jean begleitete ihn bereits in seiner Jugend zu Spielen. Er spricht Französisch mit südwestlichem Akzent; er und seine Frau, Bürgermeisterin eines Dorfes nahe der spanischen Grenze, sprechen zudem Katalanisch und fühlen sich mit der katalanischen Kultur verbunden.
Castex gilt als Bahn-Fan und setzt sich in Frankreich für die Stärkung des Schienenverkehrs ein. 2017 veröffentlichte er ein Buch über die Bahnstrecke Perpignan–Villefranche-de-Conflent.

## Gerichtliche Verfolgung
Jean Castex wurde am 14. Februar 2025 im Rahmen einer Untersuchung wegen Veruntreuung öffentlicher Gelder in seiner Zeit als Bürgermeister der Stadt Prades in Polizeigewahrsam genommen.

## Auszeichnungen
- Chevalier de l’Ordre National du Mérite (2006)